# Rasmus Pedersen
Rasmus Lund Pedersen (9 de julho de 1998) é um desportista dinamarquês que compete no ciclismo nas modalidades de pista e rota.
Ganhou duas medalhas no Campeonato Mundial de Ciclismo em Pista, ouro em 2020 e bronze em 2019, e uma medalha de ouro no Campeonato Europeu de Ciclismo em Pista de 2019.

## Medalheiro internacional
| Campeonato Mundial | Campeonato Mundial         | Campeonato Mundial | Campeonato Mundial      |
| Ano                | Lugar                      | Medalha            | Competição              |
| ------------------ | -------------------------- | ------------------ | ----------------------- |
| 2019               | Pruszków ( Polónia)        | Medalha de bronze  | Perseguição por equipas |
| 2020               | Berlim ( Alemanha)         | Medalha de ouro    | Perseguição por equipas |
| Campeonato Europeu |                            |                    |                         |
| Ano                | Lugar                      | Medalha            | Competição              |
| 2019               | Apeldoorn ( Países Baixos) | Medalha de ouro    | Perseguição por equipas |